# Arctins
|  | Aquest article tracta sobre papallona nocturna. Vegeu-ne altres significats a «Arctinos de Milet». |

Els arctins (Arctiinae) són una subfamília de lepidòpters ditrisis de la família dels erèbids (Erebidae). Va ser considerada una família durant dècades, amb el nom d'Arctiidae.
Arctiinae és una subfamília gran i diversa, amb unes 11.000 espècies que es troben per tot el món, incloent 6.000 espècies neotropicals. Aquest grup inclou els grups coneguts comunament com a àrctids, que en general tenen colors brillants. Moltes espècies tenen erugues "peludes" que es coneixen popularment com ossos llanuts o cucs llanuts. El nom científic es refereix a això (gr. Αρκτος = un os).
La subfamília Arctiinae va ser descrita pel zoòleg britànic William Elford Leach el 1815, sota el nom inicial d'Arctides.

## Taxonomia
La subfamília Arctiinae es va classificar prèviament com la família Arctiidae de la superfamilia Noctuoidea i és un grup monofilètic. Estudis filogenètics recents han demostrat que el grup està més estretament relacionat amb les espècies d'Herminiinae i Aganainae, que són subfamílies de la família Erebidae. La vella família Arctiidae en el seu conjunt han estat reclassificada per representar aquesta relació i s'ha reduït al nivell de subfamília amb el nom d'Arctiinae dins la família Erebidae. Les subfamílies i tribus d'Arctiidae es van reduir a tribus i subtribus, respectivament, d'aquesta nova Arctiinae per preservar l'estructura interna del grup.
| Categoria del tàxon | Antiga classificació                               | Actual classificació                               |
| --- | -------------------------------------------------- | -------------------------------------------------- |
| Superfamília | Noctuoidea                                         | Noctuoidea                                         |
| Família | Arctiidae                                          | Erebidae                                           |
| Subfamília | Arctiinae, Lithosiinae, Syntominae                 | Arctiinae                                          |
| Tribu | Arctiini, Ctenuchini, Eudesmiini, Lithosiini, etc. | Arctiini, Lithosiini, Syntomini                    |
| Subtribu | —                                                  | Arctiina, Ctenuchina, Eudesmiina, Lithosiina, etc. |
| Gènere | Molts gèneres                                      | Els noms i categoria no canvien                    |
| Espècies | Moltes espècies                                    | Els noms i categoria no canvien                    |
| Tàxons del mateix color de fons representen el mateix grup d'espècies abans i després del seu descens de categoria taxonòmica, tot i el canvi de sufixos. |                                                    |                                                    |

## Tribus
Molts gèneres es classifiquen en les següents tribus, mentre que altres romanen sense classificar (Incertae sedis)ː
- Arctiini
- Lithosiini
- Syntomini

## Descripció
La característica més distintiva de la subfamília és un òrgan timbal al metatòrax. Aquest òrgan té membranes que vibren per a produir sons ultrasònics. També tenen òrgans timpànics toràcics per a l'audició, un tret que té una distribució bastant àmplia en els lepidòpters, però la ubicació i l'estructura és distintiva d'aquesta subfamília. Altres trets distintius són els "pèls" en les larves, la venació alar, i un parell de glàndules prop de l'ovipositor. Els sons s'utilitzen en l'aparellament i per a la defensa contra els depredadors. Un altre bon caràcter distintiu de la subfamília és la presència de les glàndules anals en les femelles.

## Aposematisme
Moltes espècies retenen productes químics desagradables o verinosos adquirits de les seves plantes nutrícies. Algunes espècies també tenen la capacitat de fer les seves pròpies defenses (Nishida, 2002). Aquestes defenses inclouen: glucòsids cardíacs (o cardenolides), alcaloides, pirazines i histamines. Les larves solen adquirir aquests productes químics, i poden retenir-los en l'etapa adulta. Però els adults poden adquirir-los també regurgitant sobre plantes en descomposició que contenen els compostos, i succionant el líquid. Els adults poden transferir les defenses als seus ous i els mascles de vegades transferir-los a les femelles per ajudar en la defensa dels ous. Els "pèls" poden produir coïssor, a causa de les histamines que produeixen les larves, en algunes espècies, però no totes.
Els insectes anuncien aquestes defenses amb coloració aposemàtica brillant, postures inusuals, olors, o, en els adults, amb vibracions ultrasòniques. Algunes papallones mímiques són verinoses, o imiten vespes que piquen. Els senyals d'ultrasons ajuden els depredadors nocturns a aprendre a evitar aquests insectes i a algunes espècies poden distorsionar l'ecolocalització del ratpenats.

## Comportament i cicle de vida
Moltes de les erugues i adults són actius durant el dia. No obstant això, la majoria de les espècies d'aquest tàxons volen de nit. Els adults són atrets per la llum; però hi ha una espècie, Borearctia menetriesii que mai arriba a la llum. Prendre el sol per accelerar la digestió és comú en els estadis larvaris, i el comportament social pot variar de solitari a gregari. Com la majoria dels lepidòpters, les larves produeixen un coixí de seda petita abans de cada muda..
Si les erugues són molestades, roden en una espiral atapeïda o es deixen caure des de la seva perxa suspeses per un fil de seda. Algunes com Pyrrharctia isabella passen l'hivern en l'etapa d'eruga. Poden sobreviure a la congelació a temperatures moderades sota zero mitjançant la producció d'una substància química crioprotectora. Les larves d'una altra espècie, Phragmatobia fuliginosa, es poden trobar en la neu a la recerca d'un lloc per convertir-se en crisàlides. Les espècies de l'Àrtida i àrees temperades passen l'hivern en estat de larva.
Moltes espècies són polífagues en estat de larva. Les espècies monòfagues, com l'arna cinabri (Tyria jacobaeae), són escasses.

## Espècies notables
- Arctia caja
- Atlantarctia tigrina
- Bertholdia trigona
- Callimorpha dominula
- Coscinia cribraria
- Cycnia tenera
- Cymbalophora pudica
- Diaphora mendica
- Dysauxes punctata
- Eilema caniola
- Eilema interpositella
- Eilema lurideola
- Eilema sororcula
- Eilema uniola
- Epicallia villica
- Euplagia quadripunctaria
- Euchaetes egle
- Halysidota tessellaris
- Hypercompe scribonia
- Hyphantria cunea
- Lophocampa caryae
- Lithosia quadra
- Manulea lurideola
- Manulea pygmaeola
- Miltochrista miniata
- Paidia rica
- Pelosia muscerda
- Phragmatobia fuliginosa
- Pyrrharctia isabella
- Spilosoma lutea
- Tyria jacobaeae
- Utetheisa ornatrix
- Utetheisa pulchella

## Galeria

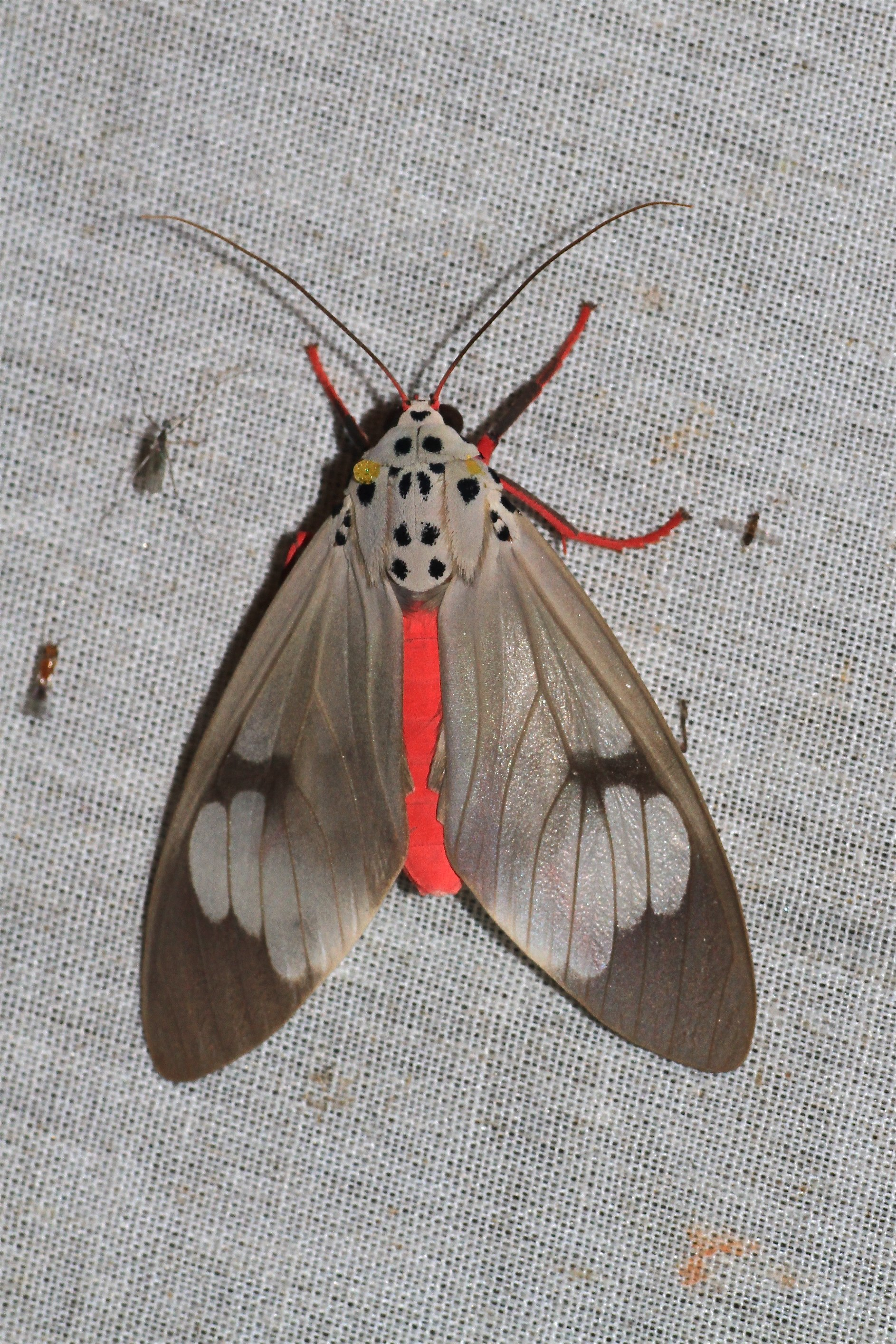
Amerila astreus
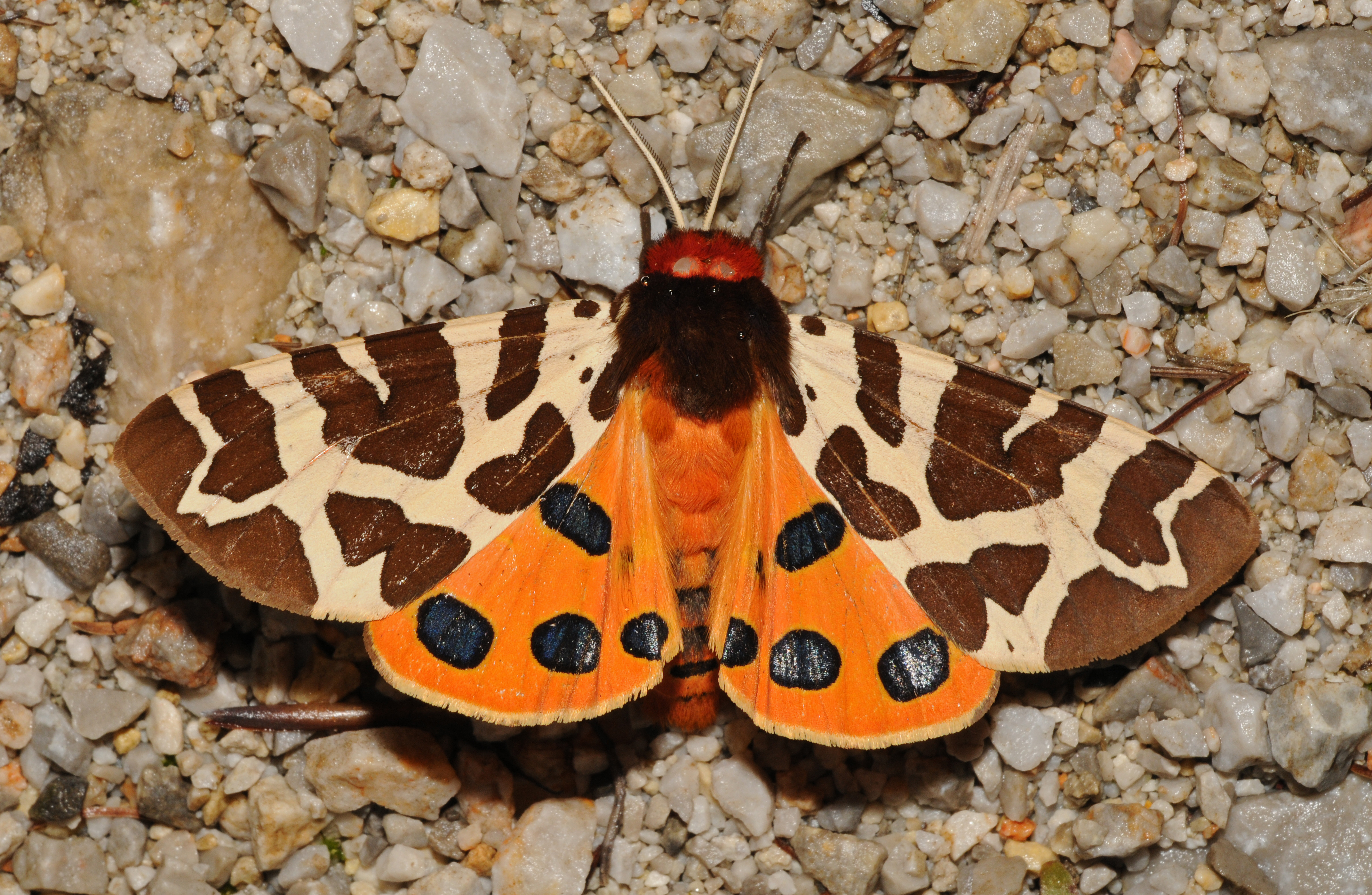
Arctia caja
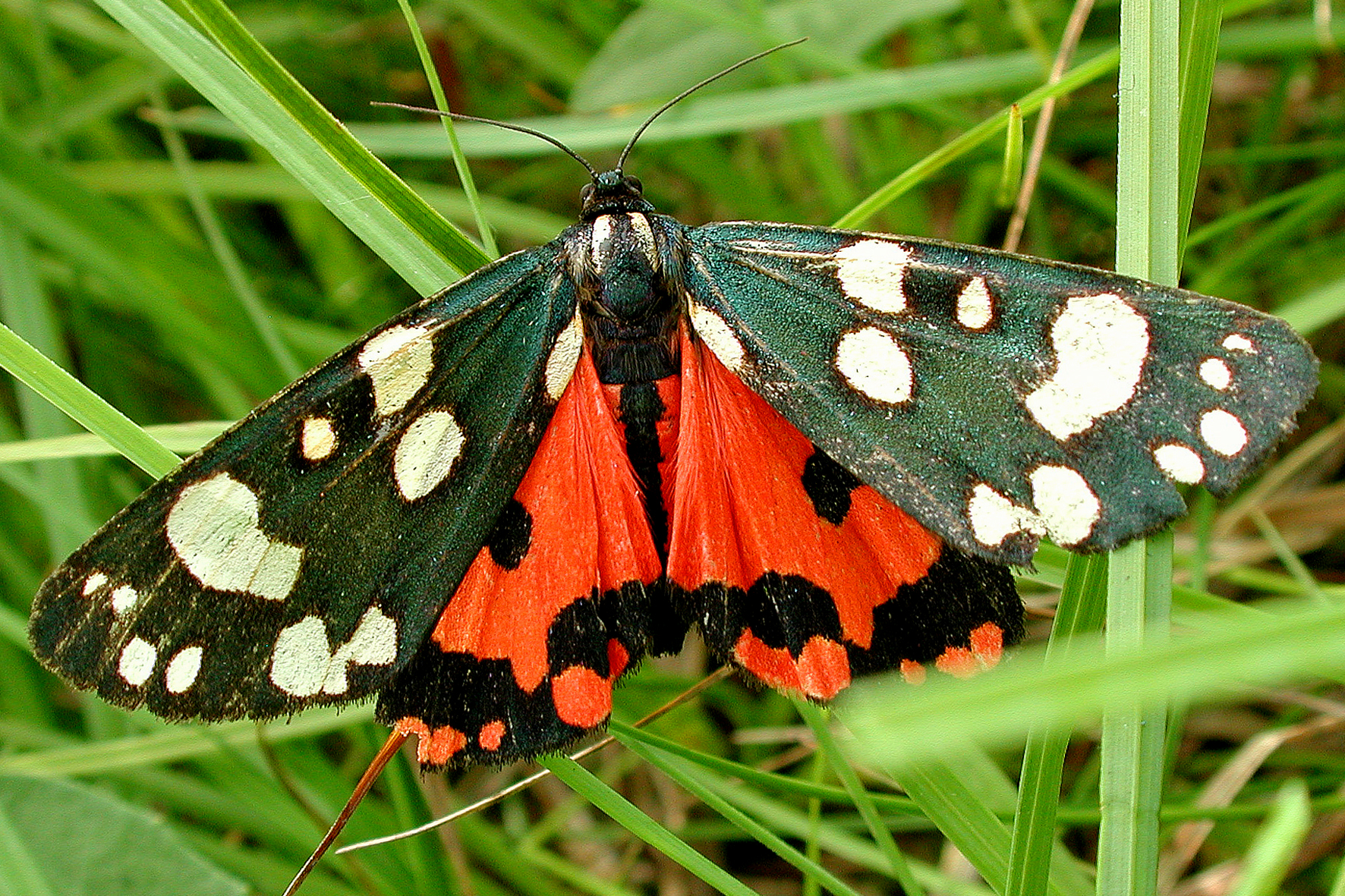
Callimorpha dominula
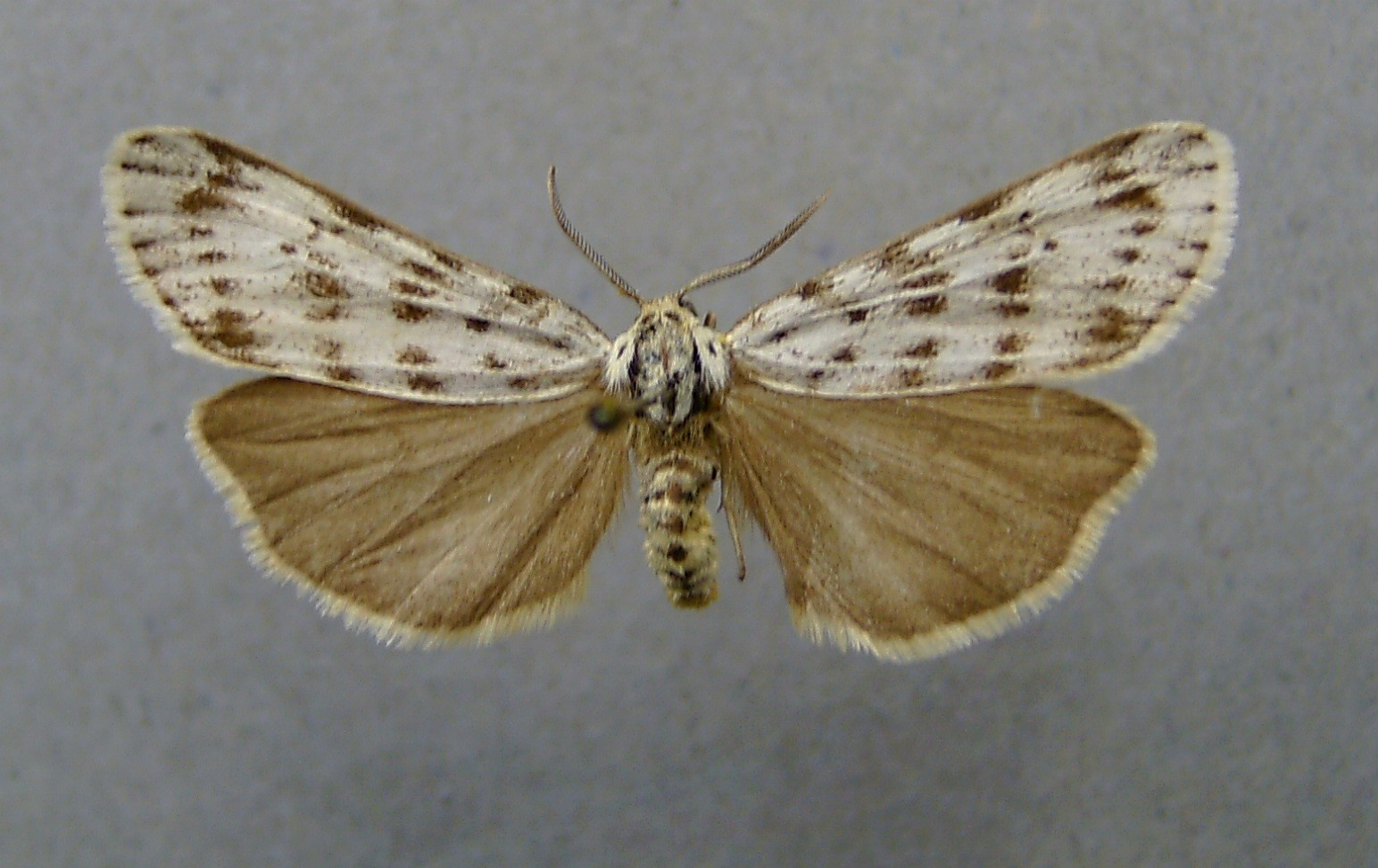
Coscinia cribraria
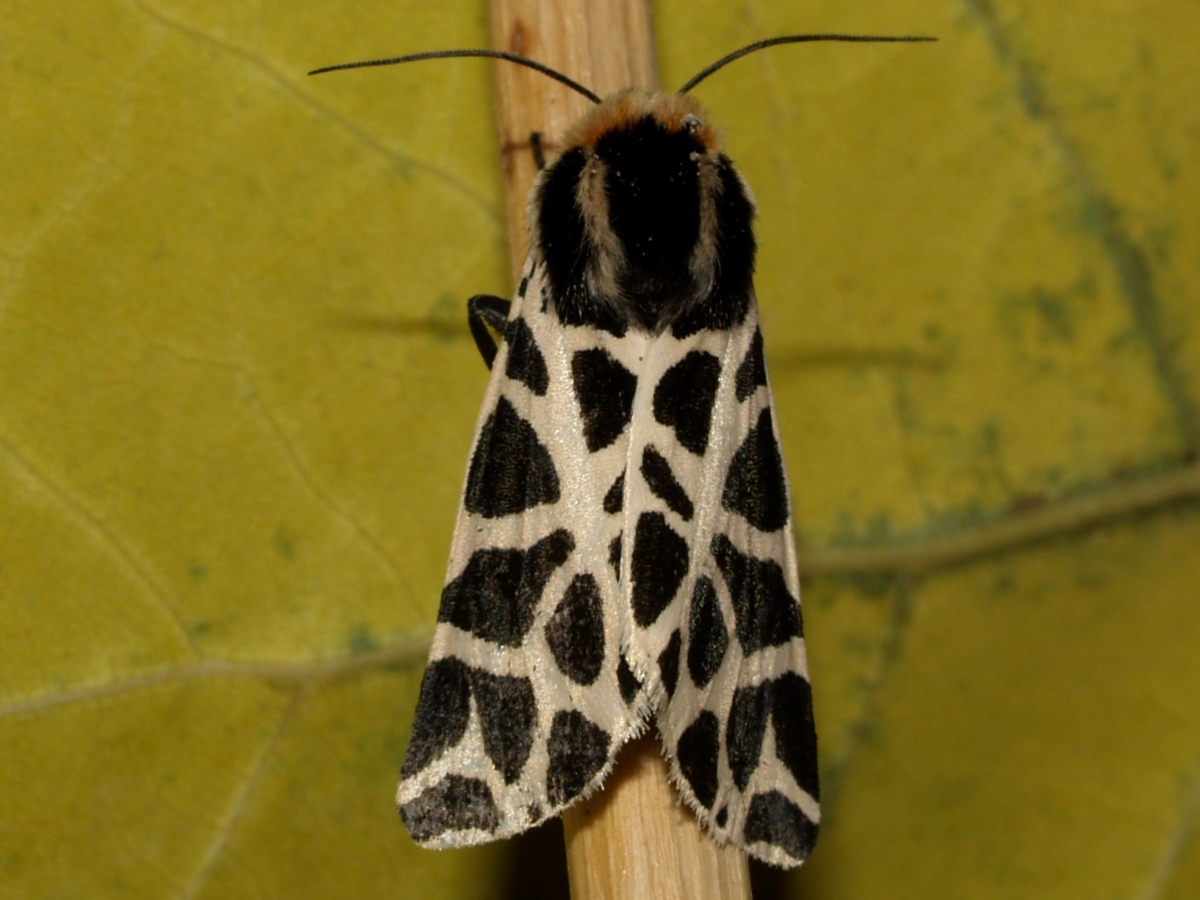
Cymbalophora pudica
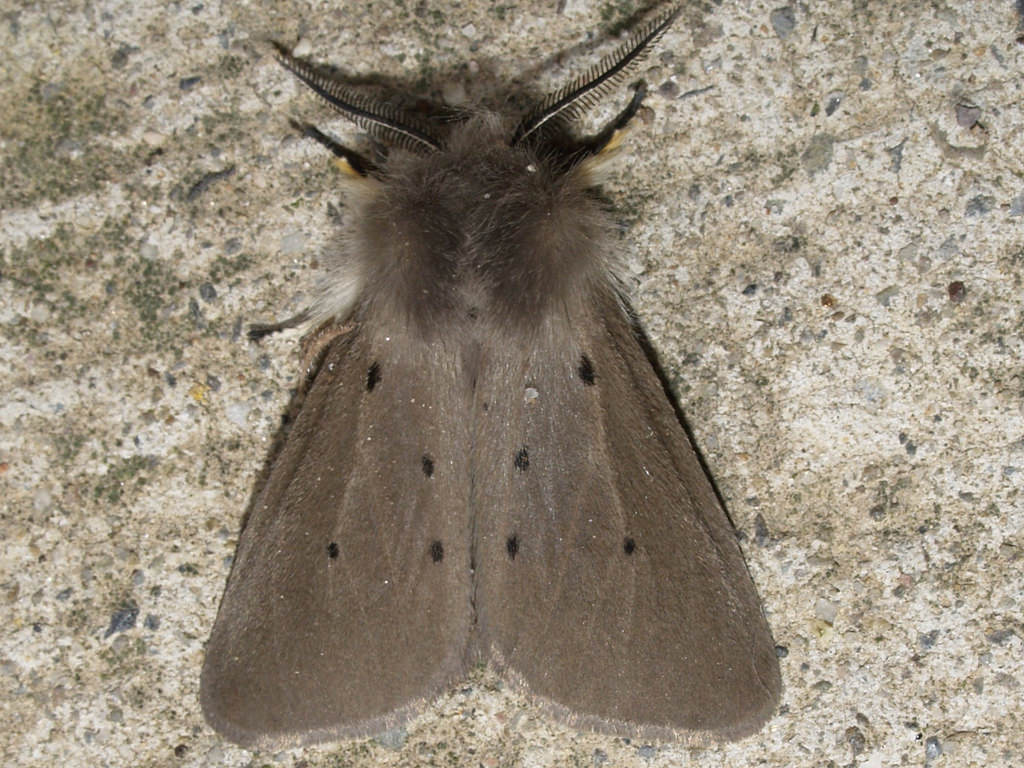
Diaphora mendica
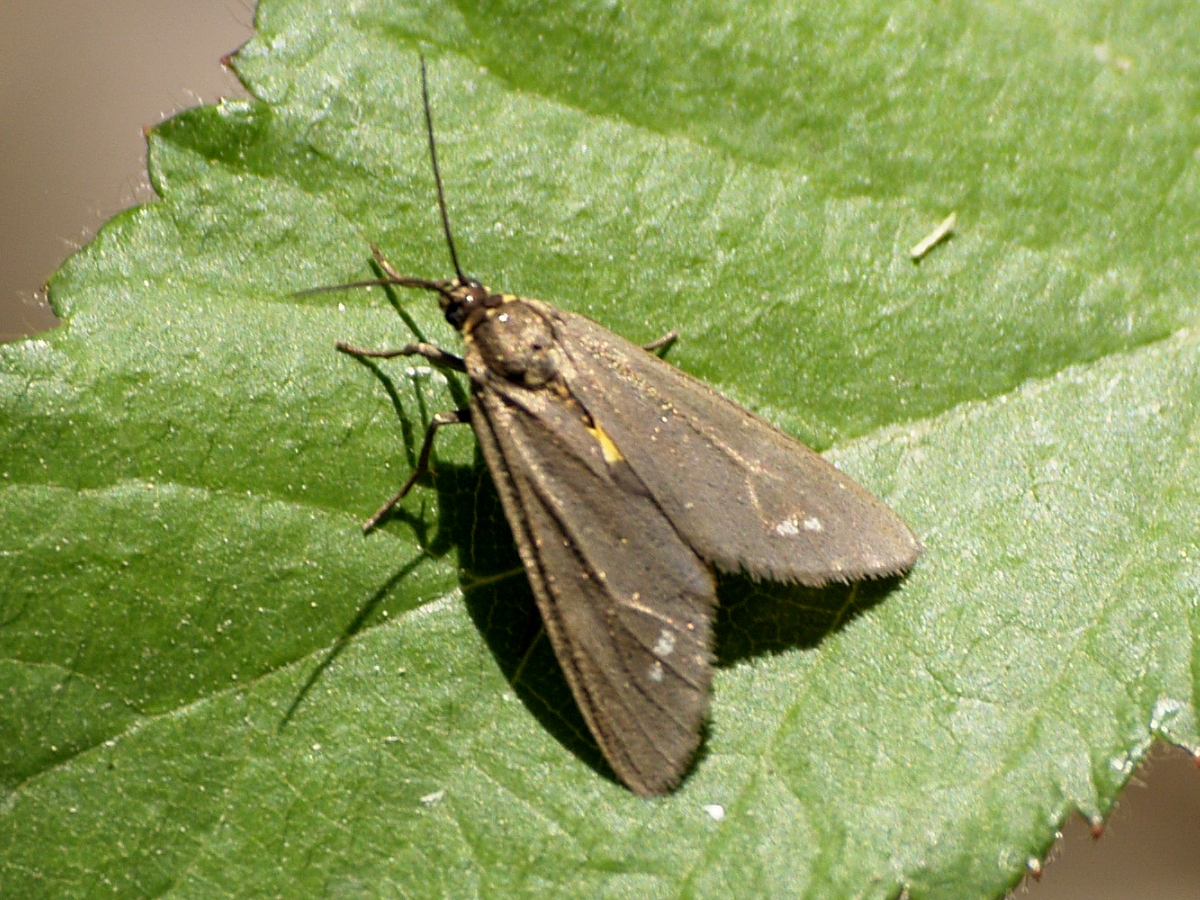
Dysauxes punctata
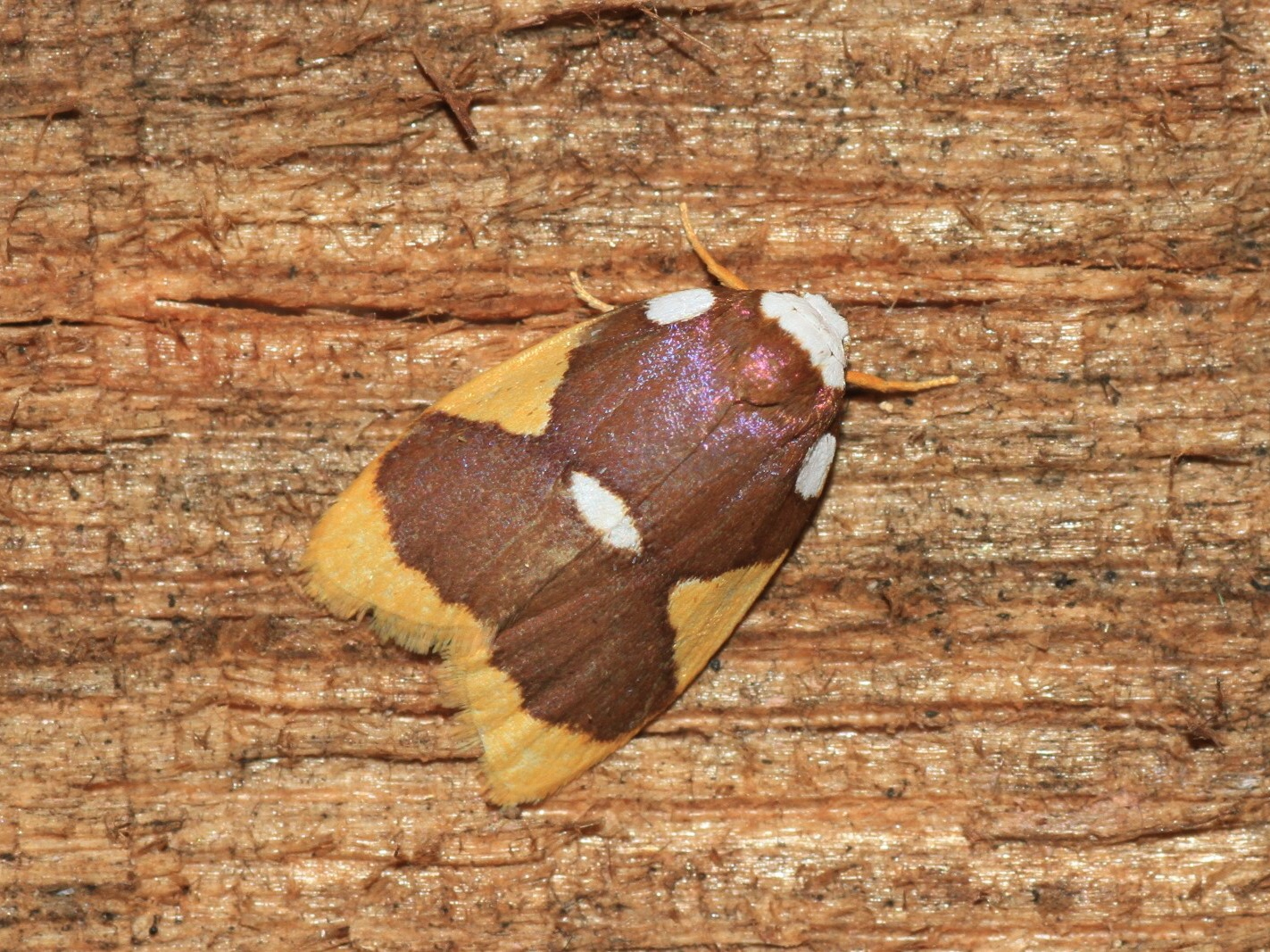
Lobobasis niveimaculata
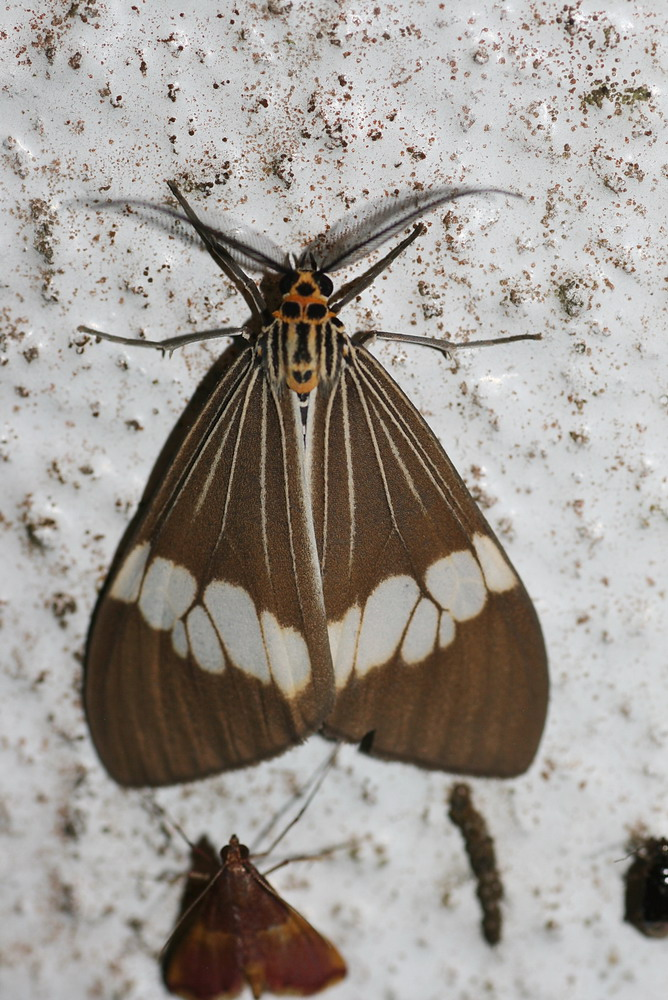
Nyctemera baulus
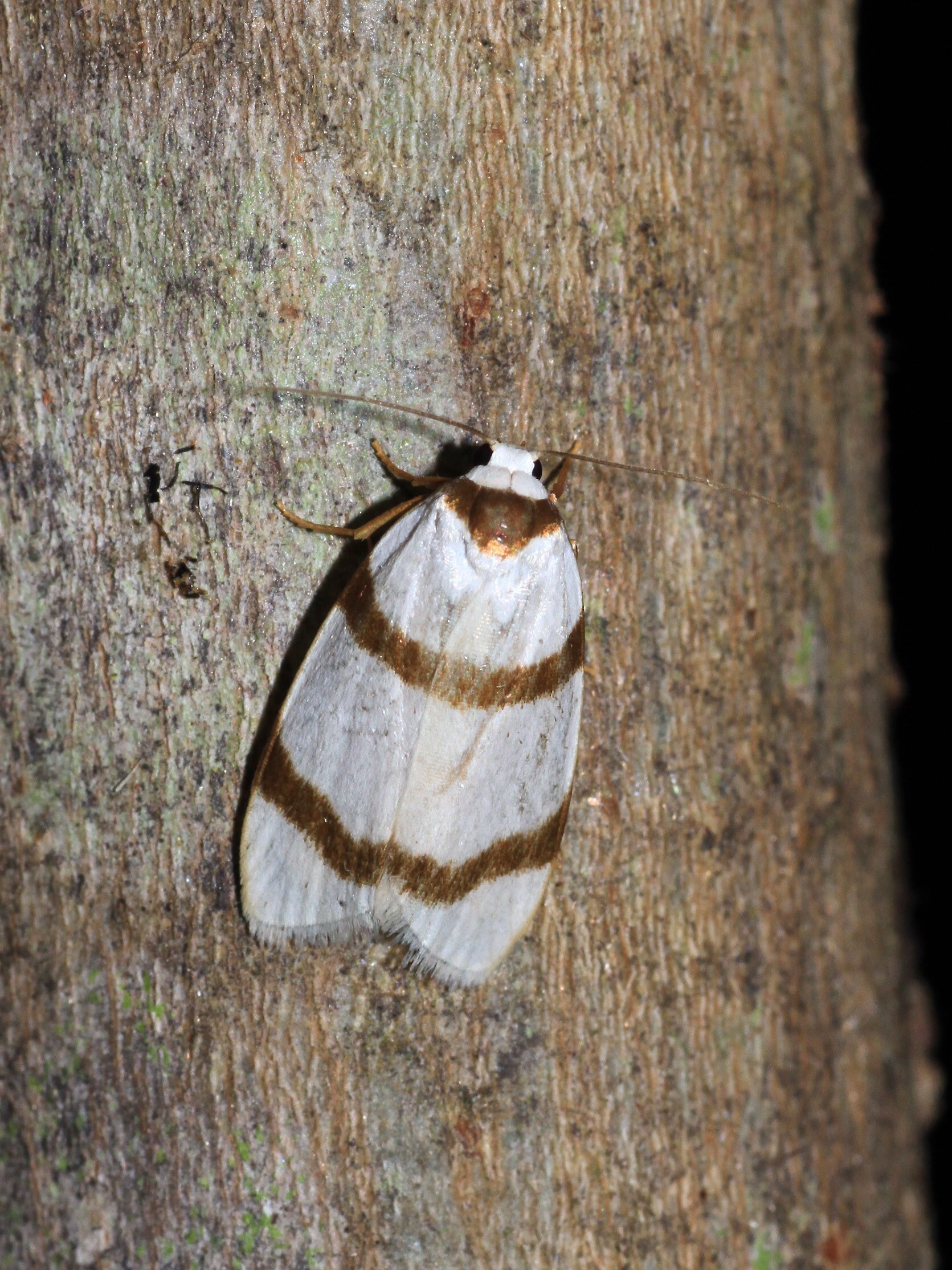
Padenia obliquifascia
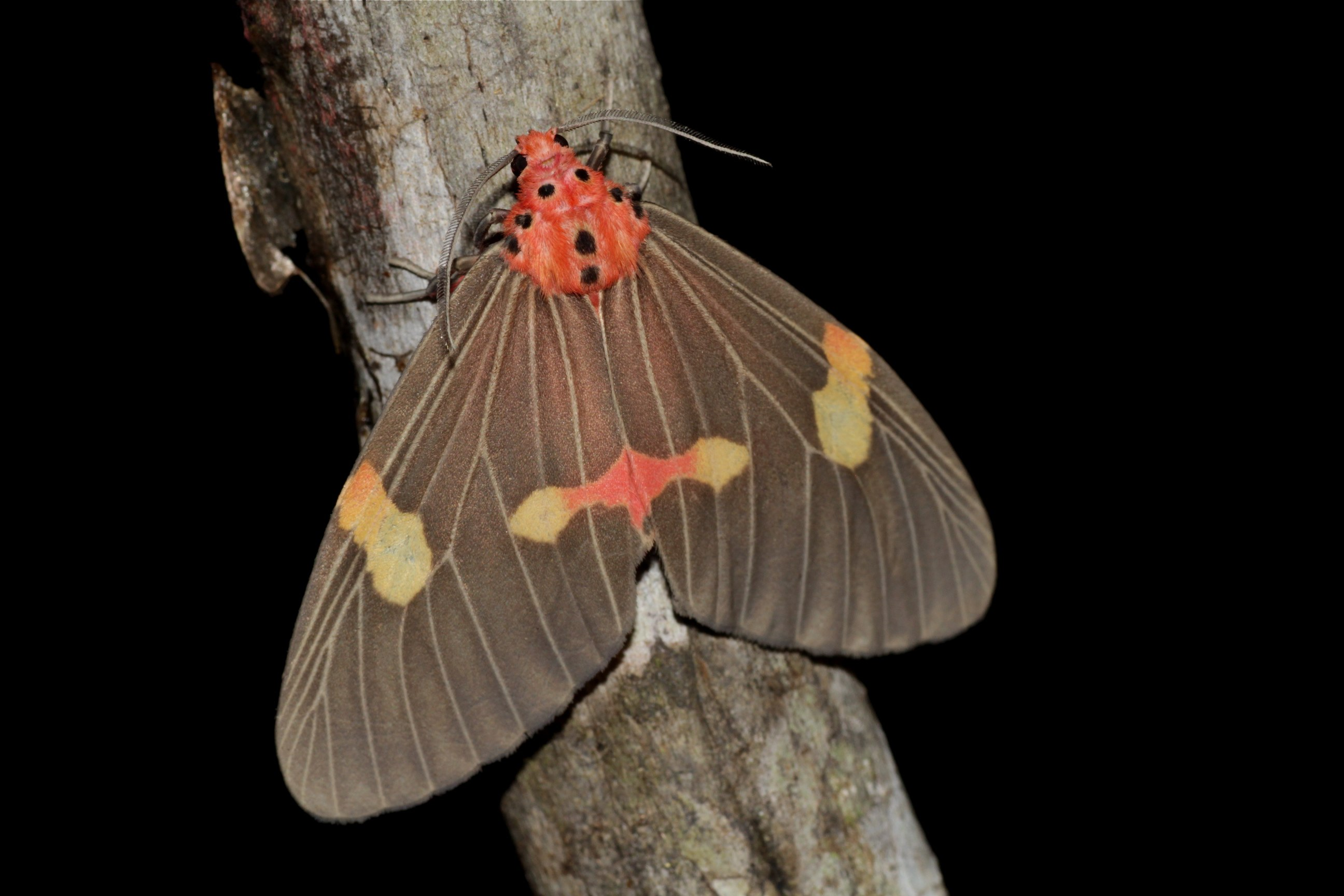
Tinoliodes dehanna

### Altres referències
- Bates, DL; Fenton, MB (1990). "Aposematism or startle? Predators learn their responses to the defenses of prey". Can J Zool 68: 49–52. doi:10.1139/z90-009.
- Dunning, DC; Krüger, M (1995). "Aposematic sounds in African moths". Biotropica 27: 227–231. doi:10.2307/2388998.
- Dunning, DC; Acharya, L; Merriman, CB; Ferro, LD (1992). "Interactions between bats and arctiid moths". Can J Zool 70: 2218–2223. doi:10.1139/z92-298.
- Fullard, JH; Fenton, MB; Simmons, JA (1979). "Jamming bat echolocation: the clicks of arctiid moths". Can J Zool 57: 647–649. doi:10.1139/z79-076.
- Science Fridays: Moths Can Escape Bats By Jamming Sonar Arxivat 2009-08-22 a Wayback Machine.

### Principals catàlegs d'espècies
- Dubatolov, VV (2010). "Tiger-moths of Eurasia (Lepidoptera, Arctiidae) (Nyctemerini by Rob de Vos & Vladimir V. Dubatolov)". Neue Entomologische Nachrichten 65: 1–106.
- Edwards, ED (1996). "Arctiidae". Monographs on Australian Lepidoptera 4 (278–286): 368–370.
- Ferguson, DC; Opler, PA (2006). "Checklist of the Arctiidae (Lepidoptera: Insecta) of the continental United States and Canada". Zootaxa 1299: 1–33.
- Goodger DT, Watson A. (1995). The Afrotropical Tiger-Moths. An illustrated catalogue, with generic diagnosis and species distribution, of the Afrotropical Arctiinae (Lepidoptera: Arctiidae). Apollo Books Aps.: Denmark, 55 pp.
- Watson, A; Goodger, DT (1986). "Catalogue of the Neotropical Tiger-moths". Occasional Papers on Systematic Entomology 1: 1–71.

### Anàlisis filogenètiques
- Da Costa, MA; Weller, SJ (2005). "Phylogeny and classification of Callimorphini (Lepidoptera: Arctiidae: Arctiinae)". Zootaxa 1025: 1–94.
- Dubatolov VV (2006) Cladogenesis of tiger-moths of the subfamily Arctiinae: development of a cladogenetic model of the tribe Callimorphini (Lepidoptera, Arctiidae) by the SYNAP method. Euroasian Entomological Journal 5(2):95–104 (in Russian).
- Dubatolov VV (2008) Construction of the phylogenetic model for the genera of the tribe Arctiini (Lepidoptera, Arctiidae) with the SYNAP method. Entomological Review 88(7):833-837. Translated from: Entomologicheskoe Obozrenie 87(3):653–658
- Dubatolov VV (2009) Development of a phylogenetic model for the tribe Micrarctiini (Lepidoptera, Arctiidae) by the SYNAP method. Entomological Review 89(3):306–313. Translated from: Zoologicheskii Zhurnal. 88(4):438-445
- Jacobson NL, Weller SJ (2002) A cladistic study of the Arctiidae (Lepidoptera) by using characters of immatures and adults. Thomas Say publications in entomology. Entomological Society of America | Lanham, Maryland, 98 pp.

### Anàlisis de distribució
- Dubatolov, VV (2008). "Analysis of Insect Distribution in the Northern Hemisphere by the Example of the Subfamily Arctiinae (Lepidoptera, Artctiidae)". Contemporary Problems of Ecology 1 (2): 183–193, 194–203